# René Wolffs
René Wolffs (Sittard, 16 juni 1965) is een Nederlands voormalig betaald voetballer die als verdediger speelde.

## Loopbaan
Wolffs begon in Duitsland met voetballen bij FC Flying Dutchman, de club van de 3e Groep Geleide Wapens (3GGW) van de Koninklijke Luchtmacht op de Nederlandse basis bij Blomberg waar zijn vader gelegerd was. Deze club had geen jeugdteams meer vanaf de c-jeugd waardoor hij bij Blomberger SV ging spelen. Daar deed Wolffs het goed en trok de aandacht van meerdere Duitse profclubs. Omdat hij familie had in de regio Eindhoven, maakte hij de echter overstap naar de jeugd van PSV. Als speler van het tweede elftal debuteerde Wolffs op 2 juni 1985 voor PSV in de Eredivisie in de thuiswedstrijd tegen Ajax (4-0) als invaller direct na rust voor Piet Wildschut. Dit zou zijn enige optreden voor PSV blijven. Medio 1986 kwam hij wel vast bij de eerste selectie maar werd in februari 1987 verhuurd aan Willem II dat in de Eerste divisie speelde. Met de Tilburgers promoveerde hij en de club nam hem medio 1987 over. Hij werd in het seizoen 1992/93 verhuurd aan FC Den Bosch dat in de Eredivisie speelde. Wolffs kampte geregeld met blessures en vond in 1993, na de degradatie met Den Bosch en het aflopen van zijn contract bij Willem II, geen nieuwe club meer.

## Statistieken
| Seizoen  | Club                | Competitie     | Wedstrijden | Doelpunten |
| -------- | ------------------- | -------------- | ----------- | ---------- |
| 1984-'85 | PSV                 | Eredivisie     | 1           | 0          |
| 1985-'86 | PSV                 | Eredivisie     | 0           | 0          |
| 1986-'87 | PSV                 | Eredivisie     | 0           | 0          |
|          | Willem II (huur)    | Eerste divisie | 18          | 0          |
| 1987-'88 | Willem II           | Eredivisie     | 33          | 2          |
| 1988-'89 | Willem II           | Eredivisie     | 21          | 1          |
| 1989-'90 | Willem II           | Eredivisie     | 19          | 0          |
| 1990-'91 | Willem II           | Eredivisie     | 32          | 1          |
| 1991-'92 | Willem II           | Eredivisie     | 15          | 0          |
| 1992-'93 | FC Den Bosch (huur) | Eredivisie     | 15          | 2          |